# Olena Fedorowa
 Olena Olehiwna Fedorowa (ukrainisch Олена Олегівна Федорова; * 14. November 1986 in Mykolajiw, Ukrainische SSR, UdSSR) ist eine ukrainische Wasserspringerin. Sie springt in den Disziplinen Kunst- und Synchronspringen jeweils vom Drei-Meter-Brett.
Fedorowa hat an den Olympischen Spielen 2004 in Athen und 2008 in Peking teilgenommen. 2004 erreichte sie im Kunstspringen vom Drei-Meter-Brett das Halbfinale, 2008 wurde sie im Finale Elfte.
Seit 2003 hat sie an fünf Schwimmweltmeisterschaften teilgenommen. Bei den Weltmeisterschaften 2005 in Montreal gewann sie mit Krystyna Ischtschenko die Bronzemedaille im Drei-Meter-Synchronspringen.
Bei Schwimmeuropameisterschaften konnte sie seit 2004 acht Medaillen gewinnen, ein Sieg blieb ihr jedoch verwehrt.